# Classi E e F (cacciatorpediniere)
Le classi E e F sono state una classe di 18 cacciatorpediniere prodotte per la Royal Navy britannica che prestarono servizio nella seconda guerra mondiale. Tre unità vennero successivamente trasferite alla Royal Canadian Navy, una alla Elliniko Polemikó Navtikó e una alla Marina de Guerra Dominicana. La flottiglia E venne ordinata nel 1931 e le F l'anno successivo. Le unità vennero varate nel 1934.

## Progetto
Per la prima volta dalle unità classe A del 1927, la versione cacciatorpediniere conduttore (Exmouth ed Faulknor), fu progettata più grande per poter installare un cannone da 120mm addizionale fra i due fumaioli. L'allungamento permise di realizzare tre compartimenti stagni per le caldaie, aumentando la capacità di galleggiamento.
Le unità conduttori non vennero attrezzate per la posa e la rimozione delle mine.

## Navi

### Classe E
| Nome                     | Pennant number | Costruttori                                         | Impostazione   | Varo             | Completamento     | Fine |
| ------------------------ | -------------- | --------------------------------------------------- | -------------- | ---------------- | ----------------- | --- |
| Echo                     | H.23           | William Denny & Brothers, Dumbarton                 | 20 marzo 1933  | 16 febbraio 1934 | 22 ottobre 1934   | Trasferita alla Elliniko Polemikó Navtikó nel 1944 come Navarinon                                                                                                |
| Eclipse                  | H.08           | William Denny & Brothers, Dumbarton                 | 22 marzo 1933  | 12 aprile 1934   | 29 novembre 1934  | Affondata da una mina al largo di Kalymnos, Grecia, il 24 ottobre 1943                                                                                           |
| Electra                  | H.27           | Hawthorn Leslie & Company, Hebburn                  | 15 marzo 1933  | 15 febbraio 1934 | 13 settembre 1934 | Affondata dall'incrociatore leggero giapponese Jintsu nella battaglia del Mare di Giava il 27 febbraio 1942                                                      |
| Encounter                | H.10           | Hawthorn Leslie & Company, Hebburn                  | 15 marzo 1933  | 29 marzo 1934    | 2 novembre 1934   | Autoaffondata dopo essere stata gravemente danneggiata dagli incrociatori pesanti giapponesi Ashigara e Myoko nella battaglia del mare di Giava il 1º marzo 1942 |
| Escapade                 | H.17           | Scotts Shipbuilding & Engineering Company, Greenock | 30 marzo 1933  | 30 gennaio 1934  | 30 agosto 1934    | Venduta alla G & W Brunton, Grangemouth per essere demolita nell'agosto 1947                                                                                     |
| Escort                   | H.66           | Scotts Shipbuilding & Engineering Company, Greenock | 30 marzo 1933  | 29 marzo 1934    | 30 ottobre 1934   | Silurata dal sommergibile italiano Guglielmo Marconi l'8 luglio 1940; e affondata l'11 luglio durante il rimorchio                                               |
| Esk                      | H.15           | Swan Hunter & Wigham Richardson, Wallsend           | 24 marzo 1933  | 19 marzo 1934    | 28 settembre 1934 | Affondata da una mina nei pressi di Texel, nei Paesi Bassi, il 31 agosto 1940                                                                                    |
| Express                  | H.61           | Swan Hunter & Wigham Richardson, Wallsend           | 24 marzo 1933  | 29 maggio 1934   | 2 novembre 1934   | Trasferita alla Royal Canadian Navy nel 1943 come HMCS Gatineau                                                                                                  |
| Exmouth (capoflottiglia) | H.02           | HM Dockyard, Portsmouth                             | 15 maggio 1933 | 7 febbraio 1934  | 9 novembre 1934   | Affondato dall'U-22 nel Moray Firth il 21 gennaio 1940 |

### Classe F
| Nome                      | Pennant number | Costruttori | Impostazione   | Varo              | Entrata in servizio | Fine |
| ------------------------- | -------------- | --- | -------------- | ----------------- | ------------------- | --- |
| Fame                      | H.78           | Parsons Marine Steam Turbine Company, Wallsend (scafo subappaltato alla Vickers Armstrongs, Barrow-in-Furness) | 5 luglio 1933  | 28 giugno 1934    | 26 aprile 1935      | Trasferita all'Armada de la República Dominicana nel febbraio 1949 come Generalisimo                                               |
| Fearless                  | H.67           | Cammell Laird & Company, Birkenhead                                                                            | 17 marzo 1933  | 12 maggio 1934    | 22 dicembre 1934    | Silurata da aerei italiani nel Mediterraneo il 23 luglio 1941, autoaffondata lo stesso giorno                                      |
| Firedrake                 | H.79           | Parsons Marine Steam Turbine Company, Wallsend (scafo subappaltato alla Vickers Armstrongs, Walker)            | 5 luglio 1933  | 28 giugno 1934    | 30 maggio 1935      | Affondata dall'U-211 il 16 dicembre 1942                                                                                           |
| Foresight                 | H.68           | Cammell Laird & Company, Birkenhead                                                                            | 21 luglio 1933 | 29 giugno 1934    | 15 maggio 1935      | Silurata da aerei italiani il 12 agosto 1942 e autoaffondata lo stesso giorno                                                      |
| Forester                  | H.74           | J. Samuel White & Company, Cowes                                                                               | 15 maggio 1933 | 28 giugno 1934    | 29 marzo 1935       | Venduta il 22 gennaio 1946 e demolita a Rosyth nel giugno 1947                                                                     |
| Fortune                   | H.70           | John Brown & Company, Clydebank                                                                                | 25 luglio 1933 | 29 agosto 1934    | 27 aprile 1935      | Trasferita alla Royal Canadian Navy come HMCS Saskatchewan il 31 maggio 1943                                                       |
| Foxhound                  | H.69           | John Brown & Company, Clydebank                                                                                | 21 agosto 1933 | 12 ottobre 1934   | 6 giugno 1935       | Trasferita alla Royal Canadian Navy come HMCS Qu'Appelle l'8 febbraio 1944                                                         |
| Fury                      | H.76           | J. Samuel White & Company, Cowes                                                                               | 19 maggio 1933 | 10 settembre 1934 | 18 maggio 1935      | Danneggiata senza possibilità di riparazione da una mina al largo della Normandia il 21 giugno 1944, demolita il 18 settembre 1944 |
| Faulknor (capoflottiglia) | H.62           | Yarrow & Company, Scotstoun                                                                                    | 31 luglio 1933 | 12 giugno 1934    | 24 maggio 1935      | Venduta il 22 gennaio 1946 e demolita a Milford Haven nell'aprile 1946                                                             |